# Друштвена штампа Крагујевца
Крагујевачка друштвена штампа  или Крагујевачка друштвена штампарија   основана је марта 1873. године  од стране групе напредних грађана,  либерала и левичара.  Крагујевац је био најсофистициранији од покрајинских српских градова, а интелигенцију је имао само Београд.  Међу оснивачима су били Сава Грујић, председник  и Павле Шафарик,  обојица чланови Главног одбора револуционарне организације за ослобођење Срба коју је предводио социјалиста Јеврем Марковић.   Када се почетком новембра 1873. године Јован Ристић посвађао, нови министар унутрашњих послова Аћим Чумић је дозволио више слободе штампе, што је навело крагујевачку Друштвену штампу да покрене новине Радикал.  Уредништво је прихватио Светозар Марковић, социјалиста и млађи брат Јеврема Марковића. „Јавност“ је постала други социјалистички лист у Србији. 

## Организатори
- Сава Грујић, референт Државног муницијалног комбината. (President) [2]
- Павле Шафарик, официр. [3]
- Тодор Туцаковић, познати либерал. [2]
- Паја Вуковић, председник Градског већа. [2]
- Јован Јовановић, прота и изразити поборник слободе говора. [2]
- Светозар Марковић, социјалиста. [2]